# 흥천사명 동종
흥천사명 동종(興天寺銘 銅鍾)은 서울특별시 종로구 경복궁에 있는 조선시대의 범종이다. 2006년 1월 17일 대한민국의 보물 제1460호로 지정되었다. 1938년에 일제가 덕수궁 광명문으로 옮겨 전시하다가, 2019년에 광명문이 원 위치로 이전함에 따라 경복궁 궐내각사지에서 복원 및 보수 작업을 거치고 있다.

## 개요
흥천사는 조선 태조의 후비인 신덕왕후의 능침인 정릉 옆에 세워졌던 능사로, 태종 연간에 정릉이 한양도성 바깥으로 이건된 뒤에도 흥천사는 성내에 남아 있었다. 흥천사종의 종신에 새겨진 명문에 따르면 세조 7년 신사(1461년) 여름 5월 임자에 양주 회암사에서 사리분신이 일어났을 때 효령대군이 그 사리 가운데 25매를 한양으로 가져왔고, 세조 부부가 내전에서 이를 예배하였을 때 함원전에서도 사리분신이 일어나, 조선 왕실의 조종 및 일체함령을 위해서 여래상 한 구를 조성하고 중궁과 세자를 위해 한 구를 조성하고, 관음과 지장 두 보살상을 만들어서 각각 그 안에 사리를 안치하고 흥천사의 사리각에 봉안한 것을 기념하기 위해서 이 범종을 제작하게 되었다고 한다.
현존하는 조선 전기의 왕실발원 범종 가운데서 가장 이른 시기의 것으로 전형적인 조선종 양식을 띤다. 고려 말기의 연복사종의 양식과도 비슷하나 연복사종과 달리 종신에 방형구획이 없고 구연부가 수평에, 쌍룡뉴에는 음통이 없고 천판이 둥글고 천판 위쪽에 원공이 있다. 종신 가운데 굵은 횡대로 상하 양분되어 있으며, 위쪽에는 방형의 연뢰와 연곽이 사방에 배치되었고 연뢰와 연곽 사이에는 보살입상이 한 구씩 새겨져 있다(이러한 문양배치방식은 전통적인 고려 범종 양식을 받아들인 것이다). 종신 아랫부분에는 긴 발원문이 양각으로 새겨져 있고, 명문 아래쪽으로 수파문대가 있다.
흥천사종의 명문에 새겨진 책임자들의 명단에서 가장 높은 책임자인 도제조는 세종의 손윗형이자 세조의 큰할아버지로써 그 자신도 불교에 귀의한 인물이었던 효령대군을 비롯해 임영대군, 영응대군 등 왕실의 종친이며, 제조는 조석문, 김개 등 세조의 반정에 참여했던 다섯 명의 공신이다. 부제조와 낭청, 화원, 장인의 이름도 기록되어 있는데 이 가운데 도제조와 제조, 부제조는 대부분이 세조의 즉위에 큰 역할을 했던 공신으로, 흥천사종은 불교적인 발원을 담은 범종이기는 하지만 동시에 공신들의 이름을 기록해 남기고자 한 공덕종의 성격을 띠고 있다.
흥천사종은 고려 말부터 수용된 중국종적인 요소 가운데 한국 전통 범종에서 보였던 형식과 요소가 가미되어 새로운 조선 전기의 종으로 정착되는 과정을 잘 보여주는 범종이다. 이후 만들어지는 조선 전기 범종의 하나의 기준이 되는 작품이라는 점에서 흥천사종은 다른 조선 전기 범종의 발전과정을 보여주는 기념비적인 작품이라 할 수 있다. 크기나 문양·주조기술의 탁월함 외에도 왕실에서 발원(發願)한 종이어서 각 분야의 관장(官匠)들이 대거 참여해 만들어졌으며 명문(銘文)은 조성 당시의 장인 조직의 체계를 알려 주고 있다는 점 등에서 당시의 사회 제반 사항을 이해할 수 있는 귀중한 자료이기도 하다.

## 같이 보기
- 서울 흥천사

## 참고 자료
- 흥천사명 동종 - 국가유산청 국가유산포털